# Łukasz Kochanowski
Łukasz Kochanowski herbu Korwin – stolnik chełmski w latach 1667–1675, wicesgerens i sędzia grodzki krakowski w 1658 roku.
W 1669 roku był elektorem Michała Korybuta Wiśniowieckiego z ziemi czerskiej.